# NGC 6442
NGC 6442 é uma galáxia elíptica (E) localizada na direcção da constelação de Hercules. Possui uma declinação de +20° 45' 42" e uma ascensão recta de 17 horas, 46 minutos e 51,3 segundos.
A galáxia NGC 6442 foi descoberta em 2 de Junho de 1864 por Albert Marth.